# Угорщина на зимових Олімпійських іграх 1992
Угорщина на зимових Олімпійських іграх 1992, які пройшли з 8 по 23 лютого в Альбервілі (Франція), була представлена 24 спортсменами в 6 видах спорту.

## Учасники
| Спорт               | Чоловіки | Жінки | Всього |
| ------------------- | -------- | ----- | ------ |
| Біатлон             | 5        | 4     | 9      |
| Гірськолижний спорт | 4        | 2     | 6      |
| Ковзанярський спорт | 1        | 1     | 2      |
| Лижні перегони      | 1        | 1     | 2      |
| Фігурне катання     | 2        | 3     | 5      |
| Шорт-трек           | 1        | 1     | 2      |
| Всього              | 13       | 11    | 24     |

## Біатлон
Спортсменів — 9
Чоловіки
| Спортсмени                                      | Змагання            | Час       | Промахи     | Відставання | Місце |
| ----------------------------------------------- | ------------------- | --------- | ----------- | ----------- | ----- |
| Тібор Ґийці                                     | спринт              | 28:15.5   | 1 (0+1)     | +2:13.2     | 38    |
| Тібор Ґийці                                     | індивідуальна гонка | 1:03:56.3 | 4 (0+4+0+0) | +6:21.9     | 55    |
| Іштван Олаг Нелу                                | індивідуальна гонка | 1:09:08.6 | 7 (1+2+2+2) | +11:34.2    | 80    |
| Ґабор Моєр                                      | спринт              | 29:55.6   | 0 (0+0)     | +3:53.3     | 69    |
| Янош Поньїк                                     | спринт              | 30:13.0   | 3 (1+2)     | +4:10.7     | 73    |
| Янош Поньїк                                     | індивідуальна гонка | 1:08:37.7 | 8 (2+2+1+3) | +11:03.3    | 78    |
| Ласло Форкош                                    | спринт              | 31:43.6   | 2 (1+1)     | +5:41.3     | 82    |
| Ласло Форкош                                    | індивідуальна гонка | 1:10:54.3 | 8 (0+3+3+2) | +13:19.9    | 83    |
| Янош Поньїк Ласло Форкош Ґабор Моєр Тібор Ґийці | естафета            | 1:32:50.7 | 2 (0+2)     | +8:07.2     | 15    |

Жінки
| Спортсмени                                      | Змагання            | Час       | Промахи      | Відставання | Місце |
| ----------------------------------------------- | ------------------- | --------- | ------------ | ----------- | ----- |
| Бріґітто Берецкі                                | спринт              | 29:42.6   | 6 (3+3)      | +5:13.4     | 61    |
| Бріґітто Берецкі                                | індивідуальна гонка | 59:18.2   | 0 (0+1+1+3)  | +7:31.0     | 44    |
| Онно Божік                                      | спринт              | 33:44.8   | 4 (3+1)      | +9:15.6     | 67    |
| Онно Божік                                      | індивідуальна гонка | 1:05:47.0 | 10 (2+3+2+3) | +13:59.8    | 66    |
| Беотрікс Голийці                                | спринт              | 32:44.5   | 2 (1+1)      | +8:15.3     | 66    |
| Беотрікс Голийці                                | індивідуальна гонка | 1:02:56.4 | 4 (0+2+0+2)  | +11:09.2    | 58    |
| Котолін Ціфро                                   | спринт              | 32:04.4   | 3 (2+1)      | +7:35.2     | 65    |
| Котолін Ціфро                                   | індивідуальна гонка | DNF       | DNF          | DNF         | DNF   |
| Бріґітто Берецкі Котолін Ціфро Беотрікс Голийці | естафета            | 1:31:31.1 | 3 (0+3)      | +15:35.5    | 16    |